# Бессемер (Мічиган)
Бессемер (англ. Bessemer) — місто (англ. city) в США, в окрузі Гогібік штату Мічиган. Населення — 1805 осіб (2020).

## Географія
Бессемер розташований за координатами 46°28′39″ пн. ш. 90°3′0″ зх. д. / 46.47750° пн. ш. 90.05000° зх. д. (46.477539, -90.049883).  За даними Бюро перепису населення США в 2010 році місто мало площу 14,15 км², уся площа — суходіл.

## Демографія
Згідно з переписом 2010 року, у місті мешкало 1905 осіб у 888 домогосподарствах у складі 511 родини. Густота населення становила 135 осіб/км².  Було 1140 помешкань (81/км²).
Расовий склад населення:
| - 96,4 % — білих - 0,9 % — корінних американців - 0,5 % — чорних або афроамериканців - 0,3 % — азіатів |

До двох чи більше рас належало 1,6 %. Частка іспаномовних становила 0,7 % від усіх жителів.
За віковим діапазоном населення розподілялося таким чином: 20,3 % — особи молодші 18 років, 58,7 % — особи у віці 18—64 років, 21,0 % — особи у віці 65 років та старші. Медіана віку мешканця становила 45,4 року. На 100 осіб жіночої статі у місті припадало 96,6 чоловіків;  на 100 жінок у віці від 18 років та старших — 91,2 чоловіків також старших 18 років.
Середній дохід на одне домашнє господарство  становив 53 745 доларів США (медіана — 36 020), а середній дохід на одну сім'ю — 62 856 доларів (медіана — 53 750). Медіана доходів становила 43 542 долари для чоловіків та 25 777 доларів для жінок. За межею бідності перебувало 15,3 % осіб, у тому числі 20,3 % дітей у віці до 18 років та 5,1 % осіб у віці 65 років та старших.
Цивільне працевлаштоване населення становило 901 осіб. Основні галузі зайнятості: освіта, охорона здоров'я та соціальна допомога — 29,4 %, мистецтво, розваги та відпочинок — 18,6 %, виробництво — 12,8 %, роздрібна торгівля — 9,5 %.